# Галогениды рубидия
Галогени́ды руби́дия — бинарные неорганические соединения щелочного металла рубидия с галогенами, которые могут быть описаны общей формулой RbHal. Галогениды (особенно хлорид) рубидия являются наиболее изученными соединениями этого элемента. При нормальных условиях представляют собой бесцветные кристаллы с кубической гранецентрированной решёткой типа NaCl (пространственная группа Fm3m, Z=4), при повышении давления происходит энантиотропная перестройка в решётку типа CsCl с уменьшением мольного объёма на 15—20% и ростом плотности, аналогичное превращение происходит при очень низких температурах.
Галогениды рубидия растворимы в воде и водных растворах галогеноводородных кислот. При растворении в последних образуют гидрогалогениды состава RbHHal2. Устойчивость гидрогалогенидов рубидия уменьшается в ряду RbHF2 → RbHCl2 → RbHBr2 → RbHI2 (от гидродифторида к гидродииодиду рубидия). В водных растворах фторид рубидия гидролизуется, образуя гидроксид рубидия и гидрофторид рубидия; водный раствор иодида рубидия на воздухе окисляется с выделением иода, остальные водные растворы устойчивы.
Плохо растворимы в ацетонитриле, нитробензоле, диэтиловом эфире а также в ацетоне (кроме иодида рубидия, который умеренно растворим в ацетоне при очень низких температурах). Хорошо или умеренно растворимы в масляной и муравьиной кислоте, метаноле, этаноле, гидразине.
Галогениды рубидия негигроскопичны, за исключением фторида рубидия, который образует кристаллогидраты, обезвоживающиеся при температуре выше 300 °C.
Температуры плавления и термическая устойчивость соединений уменьшаются от фторида к иодиду, способность к сублимации — увеличивается. В пара́х фторид рубидия частично димеризуется, у остальных галогенидов рубидия заметного количества димеров не обнаружено.
Галогениды рубидия взаимодействуют с галогенами и межгалогенными соединениями, образуя полигалогениды, например трииодид рубидия Rb[I3], тетрахлороиодат(III) рубидия Rb[ICl4] и многие другие подобные соединения.
Получение галогенидов рубидия возможно следующими путями:
- взаимодействие карбоната Rb2CO3 или гидроксида RbOH с соответствующими галогеноводородными кислотами;
- реакция сульфата рубидия с растворимыми галогенидами бария в водном растворе с осаждением сульфата бария;
- пропускание растворов сульфата или нитрата рубидия через анионит в галогенидной форме.

Кроме перечисленных галогенидов рубидия, должен существовать астатид рубидия RbAt, однако его свойства не изучены ввиду крайней нестабильности всех изотопов астата.

## Список свойств
| Вещество, формула   | Молярная масса, г/моль | Длина связи в молекуле, нм | Параметр решётки a, нм | Тпл., °C | Ткип., °C | Ткрит., K | Плотность, г/см3 | Растворимость в воде (0 °C), г/100 г | Растворимость в воде (25 °C), г/100 г | Коэффициент преломления (20 °C, λ = 589 нм) |
| ------------------- | ---------------------- | -------------------------- | ---------------------- | -------- | --------- | --------- | ---------------- | ------------------------------------ | ------------------------------------- | ------------------------------------------- |
| Фторид рубидия RbF  | 104,4662               | 2,27033                    | 0,5630                 | 795      | 1427      | 3280      | 1,3960           | —                                    | 298,8                                 | 1,396                                       |
| Хлорид рубидия RbCl | 120,921                | 2,78673                    | 0,6581                 | 723      | 1387      | 3140      | 1,4937           | 76,16                                | 94,41                                 | 1,4937                                      |
| Бромид рубидия RbBr | 165,372                | 2,94474                    | 0,6889                 | 692      | 1347      | 3130      | 1,5528           | 89,6                                 | 114,1                                 | 1,5528                                      |
| Иодид рубидия RbI   | 212,3723               | 3,176879                   | 0,7342                 | 656      | 1327      | 3035      | 1,6474           | 124,8                                | 163,0                                 | 1,6474                                      |